# 拉伊 (紐約州鎮)
拉伊（英語：Rye）是一個位於美國紐約州西徹斯特縣的鎮。

## 人口
根據2020年美國人口普查的數據，拉伊的面積為19.00平方千米，當中陸地面積為17.89平方千米，而水域面積為1.10平方千米。當地共有人口49613人，而人口密度為每平方千米2,611人。